# N-acetil-gama-glutamil-fosfato redutase
Em enzimologia, uma N-acetil-gama-glutamil-fosfato redutase (EC 1.2.1.38) é uma enzima que catalisa a reação química:
N-acetil-L-glutamato 5-semialdeído + NADP+ + fosfato {\displaystyle \rightleftharpoons } N-acetil-L-glutamil 5-fosfato + NADPH + H+
Os 3 substrates desta enzima são N-acetil-L-glutamato 5-semialdeído, NADP+ e fosfato, enquanto que seus 3 produtos são N-acetil-L-glutamil 5-fosfato, NADPH e H+.
Esta enzima pertence à família das oxirredutases, especificamente aquelas que atuam no grupo aldeído ou oxo do doador com NAD+ ou NADP+ como aceitante (aceptor).  O nome sistemático desta classe de enzima é N-acetil-L-glutamato-5-semialdeído:NADP+ 5-oxidoredutase (fosforilação). Outros nomes de uso comum incluem redutase, acetil-gama-glutamil fosfato, N-acetilglutamato 5-semialdeído deidrogenase, N-acetilglutâmico gama-semialdeído deidrogenase, N-acetil-L-glutamato gama-semialdeído:NADP+ oxidoredutase e (fosforilação).  Esta enzima participa no ciclo da ureia e metabolismo dos grupos amino.

## Estudos estruturais
No final de 2007, 8 estruturas foram resolvidas para esta classe de enzimas, com códigos de acesso PDB 1VKN, 2CVO, 2G17, 2I3A, 2I3G, 2NQT, 2OZP e 2Q49.